# ليونيل هيريرا سيلفا
ليونيل هيريرا سيلفا (بالإسبانية: Leonel Herrera Silva)‏ هو لاعب كرة قدم ومدرب كرة قدم وسياسي تشيلي، ولد في 16 أغسطس 1979 في سانتياغو في تشيلي. نشط حزبياً في Independent Democratic Union ‏.